# Goshi Hirokazu
Hirokazu Goshi (sinh ngày 29 tháng 12 năm 1966) là một cầu thủ bóng đá người Nhật Bản.

## Sự nghiệp câu lạc bộ
Hirokazu Goshi đã từng chơi cho Kashiwa Reysol.